# NBA All-Star Weekend 1986
L'NBA All-Star Weekend 1986, svoltosi a Dallas, vide la vittoria finale della Eastern Conference sulla Western Conference sulla per 139 a 132.
Isiah Thomas, dei Detroit Pistons, fu nominato MVP della partita. Spud Webb, degli Atlanta Hawks, si aggiudicò l'NBA Slam Dunk Contest.
Al sabato venne introdotto una nuova competizione: l'NBA Three-point Shootout, che, alla prima edizione, venne vinta da Larry Bird dei Boston Celtics.

## Sabato

### Legend Classic
| 8 febbraio 1986 | Ovest | 53 – 45 | Est |  |

### Slam Dunk Contest
| Giocatore                   | Primo turno     | Semifinali     | Finale      |
| --------------------------- | --------------- | -------------- | ----------- |
| Spud Webb (Atlanta)         | 141 (46+48+47)  | 138 (50+42+46) | 100 (50+50) |
| Dominique Wilkins (Atlanta) | di diritto*     | 138 (46+47+45) | 98 (50+48)  |
| Terence Stansbury (Indiana) | 129b (34+47+48) | 132 (44+39+49) |             |
| Gerald Wilkins (New York)   | 133 (44+50+39)  | 87 (37+25+25)  |             |
| Jerome Kersey (Portland)    | 129 (39+43+47)  |                |             |
| Paul Pressey (Milwaukee)    | 116 (44+35+37)  |                |             |
| Roy Hinson (Cleveland)      | 112 (35+39+38)  |                |             |
| Terry Tyler (Sacramento)    | 110 (37+36+37)  |                |             |

*Dominique Wilkins fu ammesso di diritto alle semifinali, in quanto finalista dell'edizione dell'anno precedente

### Three-point Shootout
- Larry Bird, Boston Celtics
- Dale Ellis, Dallas Mavericks
- Sleepy Floyd, Golden State Warriors
- Craig Hodges, Milwaukee Bucks

- Norm Nixon, Los Angeles Clippers
- Kyle Macy, Phoenix Suns
- Trent Tucker, New York Knicks
- Leon Wood, Philadelphia 76ers

in grassetto è indicato il vincitore

## Domenica

### All-Star Game - Squadre

#### Western Conference
| Western Conference  |                        |     |     |     |     |     |     |     |     |
| Giocatore           | Squadra                | MIN | FGM | FGA | FTM | FTA | RIM | AST | PT  |
| James Worthy        | Los Angeles Lakers     | 28  | 10  | 19  | 0   | 0   | 3   | 2   | 20  |
| Ralph Sampson       | Houston Rockets        | 21  | 7   | 11  | 2   | 2   | 4   | 1   | 16  |
| Kareem Abdul-Jabbar | Los Angeles Lakers     | 32  | 9   | 15  | 3   | 4   | 7   | 2   | 21  |
| Alvin Robertson     | San Antonio Spurs      | 20  | 2   | 6   | 0   | 0   | 9   | 5   | 4   |
| Magic Johnson       | Los Angeles Lakers     | 28  | 1   | 3   | 4   | 4   | 4   | 15  | 6   |
| Rolando Blackman    | Dallas Mavericks       | 22  | 6   | 11  | 0   | 0   | 4   | 8   | 12  |
| Artis Gilmore       | San Antonio Spurs      | 13  | 3   | 4   | 4   | 4   | 2   | 1   | 10  |
| Alex English        | Denver Nuggets         | 16  | 8   | 12  | 0   | 0   | 1   | 2   | 16  |
| Adrian Dantley      | Utah Jazz              | 17  | 3   | 8   | 2   | 2   | 7   | 3   | 8   |
| Clyde Drexler       | Portland Trail Blazers | 15  | 5   | 7   | 0   | 0   | 4   | 4   | 10  |
| Hakeem Olajuwon     | Houston Rockets        | 15  | 1   | 8   | 1   | 2   | 5   | 0   | 3   |
| Marques Johnson     | Los Angeles Clippers   | 13  | 3   | 6   | 0   | 0   | 3   | 2   | 6   |
| Totale              |                        | 240 | 58  | 110 | 16  | 18  | 53  | 45  | 132 |
| All. Pat Riley      | Los Angeles Lakers     |     |     |     |     |     |     |     |     |

MIN: minuti. FGM: tiri dal campo riusciti. FGA: tiri dal campo tentati. FTM: tiri liberi riusciti. FTA: tiri liberi tentati. RIM: rimbalzi. AST: assist. PT: punti

#### Eastern Conference
| Eastern Conference |                    |             |             |             |             |             |             |             |             |
| Giocatore          | Squadra            | MIN         | FGM         | FGA         | FTM         | FTA         | RIM         | AST         | PT          |
| Julius Erving      | Philadelphia 76ers | 19          | 4           | 10          | 0           | 2           | 4           | 2           | 8           |
| Larry Bird         | Boston Celtics     | 35          | 8           | 18          | 5           | 6           | 8           | 5           | 23          |
| Moses Malone       | Philadelphia 76ers | 34          | 5           | 12          | 6           | 9           | 13          | 0           | 16          |
| Sidney Moncrief    | Milwaukee Bucks    | 26          | 4           | 11          | 7           | 7           | 3           | 1           | 16          |
| Isiah Thomas       | Detroit Pistons    | 36          | 11          | 19          | 8           | 9           | 1           | 10          | 30          |
| Buck Williams      | New Jersey Nets    | 20          | 5           | 8           | 3           | 5           | 7           | 4           | 13          |
| Jeff Malone        | Washington Bullets | 12          | 3           | 5           | 0           | 0           | 1           | 4           | 6           |
| Kevin McHale       | Boston Celtics     | 20          | 3           | 8           | 2           | 2           | 10          | 2           | 8           |
| Maurice Cheeks     | Philadelphia 76ers | 14          | 3           | 6           | 0           | 0           | 0           | 2           | 6           |
| Robert Parish      | Boston Celtics     | 7           | 0           | 0           | 0           | 2           | 1           | 0           | 0           |
| Dominique Wilkins  | Atlanta Hawks      | 17          | 6           | 15          | 1           | 2           | 3           | 2           | 13          |
| Patrick Ewing      | New York Knicks    | infortunato | infortunato | infortunato | infortunato | infortunato | infortunato | infortunato | infortunato |
| Michael Jordan     | Chicago Bulls      | infortunato | infortunato | infortunato | infortunato | infortunato | infortunato | infortunato | infortunato |
| Totale             |                    | 240         | 52          | 112         | 32          | 44          | 51          | 32          | 139         |
| All. K.C. Jones    | Boston Celtics     |             |             |             |             |             |             |             |             |

MIN: minuti. FGM: tiri dal campo riusciti. FGA: tiri dal campo tentati. FTM: tiri liberi riusciti. FTA: tiri liberi tentati. RIM: rimbalzi. AST: assist. PT: punti